# Ківшик Петро Андрійович
Ківшик Петро Андрійович; ВАТ «Облагропостач» (м. Полтава), голова ради; голова Полтав. обл. орг. АПУ; президент Полтав. федерації картингу.
Н. 22.05.1942 (с. Удовиченки, Зіньківський район, Полтавська область);Помер 21.06.2012 м. Полтава  укр.; батько Андрій Тарасович (1914) і мати Катерина Данилівна (1920) — колгоспники; дружина Вікторія Петрівна (1948) — інженер інформ. обчисл. центру Полтав. облспоживспілки; син Олександр (1969) — голова правл. Полтав. ВАТ «Облагропостач»; дочка Ірина (1975) — медик.
Осв.: Полтав. с.-г. ін-т, ф-т «Механізація с.-г. виробництва» (1974–1980), інженер-механік.
03.2006 канд. в нар. деп. України від Народного блоку Литвина, № 79 в списку. На час виборів: голова правління Полтавської обласної корпорації з виробничого та матеріально-технічного забезпечення аграрнопромислового комплексу «Облагропостач», чл. НП.
Народний депутат України 2 скликання з 04.1994 (2-й тур) до 04.1998, Глобинський виб. окр. № 326, Полтав. обл., висун. тр. кол. Член Ком-ту з питань паливно-енергетичного комплексу, транспорту та зв'язку. Член фр. АПУ (до цього — групи «Аграрники України»). На час виборів: Полтав. облагропостач, ген. дир.
Народний депутат України 12(1) скликання з 03.1990 (2-й тур), Глобинський виборчий округ № 325, Полтав. обл., чл. Комісії з питань планування, бюджету, фінансів і цін. Група «Аграрники».
- З 1959 — учень Охтирського технікуму механізації сільського господарства.
- З 1962 — інженер-механік колгоспу «Родина» Лебединського району Сумської області.
- З 1964 — майстер виробничого навчання Веприцького сільського ПТУ № 7 Гадяцького району.
- З 09.1965 — інженер з технічного обслуговування, майстер лінії збирання тракторів, інженер з матеріально-технічного забезпечення, старший майстер цеху збирання тракторів, начальник збирального цеху, директор торговельної бази, заступник керівника з матеріально-технічного забезпечення Кобеляцької райсільгосптехніки.
- З 08.1981 — керівник Глобинської райсільгосптехніки.
- З 12.1985 — заступник голови агропромислового комітету Полтавської області з постачання — начальник Полтавського облагропостачу.
- З 1988 — генеральний директор державного підприємство з виробничого і матеріально-технічного забезпечення «Облагропостач», Полтавська область.
- З 1996 — голова правління, з 1998 — голова наглядової ради Полтавського ВАТ «Облагропостач».

Заслужений працівник сільського господарства України (11.1997). Почесна грамота Кабінету Міністрів України (06.2002).

### Захоплення
Народна-пісенна творчість, футбол, картинг.

## Джерело
- Відкрита Україна[недоступне посилання]